# Geheime kamers
Geheime kamers is een roman uit 2000 van de Nederlandse schrijver Jeroen Brouwers.

## Verhaal
De ik-persoon in Geheime Kamers, Jelmer van Hoff, is een man in de veertig, die met zijn vrouw Paula in een afgelegen woonboot in een fictieve plaats in Nederland woont. Jelmer is een afgestudeerd historicus, die een deel van zijn leven in het onderwijs heeft gewerkt, maar hier uiteindelijk overspannen is geraakt en tegenwoordig zijn dagen slijt met het spelen van patience. De relatie tussen Jelmer en Paula is zeer zwak, er is nauwelijks nog contact tussen de twee, alhoewel ze geen last van elkaar hebben. Als Jelmer naar de inaugurele rede gaat van Nico (een vriend uit zijn studententijd die hij al jaren niet meer gezien heeft) komt hij zijn jeugdliefde en Nico's vrouw Daphne - een internationaal gevierde opera-zangeres - weer tegen. Jelmer en Daphne praten kort, en in de maanden hierop volgt een hevige briefwisseling. De brievenwisseling tussen hen wordt langzaamaan steeds intiemer en opwindender, waarbij Daphne opbiecht maar één ware liefde te hebben: haar Duitse zangleraar Johann. Ze is al jaren met Nico getrouwd, maar dit is slechts een dekmantel om in het geheim meer met de getrouwde Johann om te kunnen gaan.
Een oud-medestudent van Jelmer en Nico probeert Nico ondertussen zwart te maken door artikelen te plaatsen in een tijdschrift. Met effect; niet alleen Nico's wetenschappelijke carrière geraakt in het slop, ook wordt de geheime 'relatie' tussen Jelmer en Daphne in een sterk overdreven versie gepubliceerd. Hierop besluit Jelmers vrouw hem definitief te verlaten; dit komt niet als een grote schok voor Jelmer aangezien hij al enige tijd op de hoogte was van haar overspel met een collega van haar. Ook zorgt het voor ernstige fricties in het huwelijk van Nico en Daphne, gevoed door telefoongesprekken en brieven van Daphne die hun homoseksuele zoon Arne opgevangen had.
Al deze gebeurtenissen leiden tot de onvermijdelijke moordaanslag van de ondertussen zwaar depressief geworden Nico op zijn vrouw Daphne. Het boek blijkt als raamvertelling geschreven te zijn door Jelmer als verklaring aan de commissie die de (poging tot) moord onderzoekt. Terwijl Nico in een huis van bewaring zit, is Jelmer - nadat hij door zijn vrouw uit de woonboot is gezet - aan het schrijven aan deze verklaring vanuit een troosteloze flat, vanwaar hij samen met zijn aan het syndroom van Down lijdende dochtertje Hanneke een bestaan in de anonimiteit leeft.

## Onderscheidingen
Geheime kamers is meerdere keren bekroond:
- 2001 - Multatuliprijs
- 2001 - AKO Literatuurprijs
- 2001 - De Gouden Uil (literatuurprijs en publieksprijs)
- 2001 - Humo's Gouden Bladwijzer